# Жордан Латьє
Жордан Латьє (фр. Jordan Lotiès, нар. 5 серпня 1984, Клермон-Ферран) — французький футболіст, що грав на позиції півзахисника.
Виступав, зокрема, за клуби «Клермон» та «Осасуна».

## Ігрова кар'єра
Народився 5 серпня 1984 року в місті Клермон-Ферран. Вихованець футбольної школи клубу «Клермон». Дорослу футбольну кар'єру розпочав 2003 року в основній команді того ж клубу, в якій провів три сезони, взявши участь у 86 матчах чемпіонату.  Більшість часу, проведеного у складі «Клермона», був основним гравцем команди.
Своєю грою за цю команду привернув увагу представників тренерського штабу клубу «Діжон», до складу якого приєднався 2006 року. Відіграв за команду з Діжона наступні три сезони своєї ігрової кар'єри. Граючи у складі «Діжона» також здебільшого виходив на поле в основному складі команди.
У 2009 році уклав контракт з клубом «Нансі», у складі якого провів наступні чотири роки своєї кар'єри гравця.  Тренерським штабом нового клубу також розглядався як гравець «основи».
З 2013 року три сезони захищав кольори клубу «Осасуна». 
Згодом з 2016 по 2019 рік грав у складі команд «Діжон» та «Ейпен».
Завершив ігрову кар'єру у команді «Камальєрес», за яку виступав протягом 2020 року.